# 콘라드 플라
콘라드 플라(Conrad Pla, 1966년 10월 24일 ~ )는 캐나다의 배우, 킥복싱 선수, 텔레비전 배우, 영화배우, 성우, 영화 감독, 각본가이다.
마드리드에서 태어났다.

## 방송
- 리제네시스 시즌4
- 리제네시스 시즌3
- 리제네시스 시즌2
- 리제네시스 시즌1

## 영화
- 세기의 매치 (2014년) - 카민 니그로 역
- 윙스 오브 더 드래곤 (2013년)
- 리딕 (2013년)
- 더 팩토리 (2011년)
- 신들의 전쟁 (2011년) - 더 제일러 역
- 카지노 잭 (2010년)
- 버닝 무솔리니 (2009년)
- 맥스 페인 (2008년)
- 식스틴 블럭 (2006년) - 오티즈 역
- 리제네시스 시즌1 (2005년)
- 이터널 (2004년) - 레이몬드 폽 역
- 터미널 (2004년)
- 레버티 (2003년)
- 스트리트 타임 (2002년)
- 오딧세이 5 (2002년)
- 스윈들 (2002년)
- 썸 오브 올 피어스 (2002년)
- 그들만의 아기 (2001년)
- 데드 어웨이크 (2001년)